# Sandplugg
Sandplugg (Cnemidocarpa rhizopus) är en sjöpungsart som först beskrevs av Vladimir V. Redikorzev 1907.  Sandplugg ingår i släktet Cnemidocarpa och familjen Styelidae. Enligt den svenska rödlistan är arten otillräckligt studerad i Sverige. Arten förekommer i Götaland. Artens livsmiljö är havet. Inga underarter finns listade i Catalogue of Life.